# Abtao (comuna)
Abtao fue una comuna del sur de Chile que integró el antiguo departamento de Carelmapu, en la provincia de Llanquihue. Existió entre 1891 y 1922.

## Historia
La comuna fue creada por decreto del 22 de diciembre de 1891, con el territorio de las subdelegaciones 7.ª (Abtao) y 8.ª (Carelmapu) del departamento de Carelmapu, La integraron principalmente los sectores y localidades de Pargua, Aguantao, Codihué, Chayahué, las islas Huapi-Abtao, Lagartija y Doña Sebastiana, Carelmapu y El Amortajado. Tuvo como cabecera a la isla Huapi-Abtao
En 1907, de acuerdo al censo de ese año, la comuna tenía una población de 2378 habitantes. Trece años después, según el censo de 1920, la población era de 2489 habitantes.
Debido al no funcionamiento de la municipalidad—por lo menos desde 1904— por falta de recursos, y el consiguiente perjuicio para los habitantes de Abtao, la comuna fue suprimida por la Ley 3891 del 23 de octubre de 1922. La subdelegación Abtao se integró a la comuna de Calbuco, mientras que la subdelegación Carelmapu se anexó a Maullín.
Cuatro años después —mediante el Decreto Ley 803— la comuna fue restablecida con sus límites originales; sin embargo, el decreto no entró en vigencia y su desaparición fue refrendada por el DFL 8583 de 1927 que realizó una nueva división político administrativa de Chile y no consideró una comuna de Abtao.